# 雙色笛鯛
雙色笛鯛，為輻鰭魚綱鱸形目鱸亞目笛鯛科的其中一種，被IUCN列為易危保育類動物，分布於西大西洋區，從美國麻州至巴西東南部海域，棲息深度25-95公尺，體長可達94公分，棲息在水質清澈的珊瑚礁、岩礁區，成小群活動，屬肉食性，以魚類、甲殼類、頭足類、腹足類等為食，可做為食用魚、觀賞魚及遊釣魚。

## 擴展閱讀
維基物種上的相關：雙色笛鯛